# Stethantyx parkeri
Stethantyx parkeri là một loài tò vò trong họ Ichneumonidae.